# Dicallaneura leosida
Dicallaneura leosida är en fjärilsart som beskrevs av Jean Baptiste Boisduval 1832. Dicallaneura leosida ingår i släktet Dicallaneura och familjen Riodinidae. Inga underarter finns listade i Catalogue of Life.